# Pålæg
Pålæg er det, der lægges på brød, når man laver smørrebrød, eller det inden i brødet, når man laver sandwich.
Mange betragter alt over brødet som pålæg, mens andre deler op i:
- Fedtstof/smørelse: smør, margarine, andefedt m.v. og evt. smørepålæg som fx jordnøddesmør.
- Pålæg: kødvarer (charcuteri), æg, ost, fisk m.v.
- Pynt: oftest grøntsager, evt. syltede, eller syltetøj, sennep, mayonnaise, italiensk salat, ketchup m.v.

På den almindelige husholdnings madder bruges som regel kun en lille mængde pålæg, sjældent så meget, at skiver overlapper hinanden nævneværdigt. Hertil kommer måske en lille mængde pynt.
På højt belagt smørrebrød ses ofte en overdådighed af pålæg i forhold til mængden af brød. Typisk vil man forsøge at folde pålægsskiver eller stille dem skråt hen over hinanden for at give et voluminøst indtryk. På højtbelagt smørrebrød ses også faste smørepålægstyper som f.eks. leverpostej lagt på i skiver.